# Витилевка
Витилевка (укр. Витилівка) — село в Кицманской городской общине Черновицкого района Черновицкой области Украины.
До 2020 года входило в Кицманский район
Население по переписи 2001 года составляло 1032 человека. Почтовый индекс — 59324. Телефонный код — 3736. Код КОАТУУ — 7322585002.